# Зайцевский, Ефим Петрович
Ефи́м Петро́вич Зайце́вский (1799, по другим источникам 1800 или 1801 — конец 1860 или начало 1861, Неаполь) — русский поэт, морской офицер. Участник Русско-турецкой войны (1828—1829).

## Биография
Биографические сведения скудны.
Зайцевские  – дворяне Херсонской губ. Его отец, купец-подрядчик, занимался постройкой домов в Николаеве с самого основания города. ЗАЙЦЕВСКИЙ ПЕТР ИВАНОВИЧ ( ок. 1760 - ок. 1823)  - городской голова г. Севастополя в 1803-1805 гг. Севастопольский купец. В конце XVIII в. значился акмечетским (симферопольским) купцом. В 1804 году был причислен в севастопольские купцы. В некоторых документах значился как дворянин. В 1797 году занимался поставкой сухарей в «ахтиарский морской магазин». В 1809 году он уже проживал в Николаеве.  П.И.Зайцевский был женат и воспитывал пятерых детей. Жена Агафья. Дети: сыновья Александр (1796-29.01.1797), Павел (10.06.1800-15.05.1801), Ефимий (род. 05.04.1802), Григорий (род. 03.02.1804) и дочь Александра (род. 15.07.1805).  https://sevzakon.ru
Служил в морском флоте, в 1817 г. произведен был в гардемарины Черноморского флота, в 1819 г. получил чин мичмана. Во время Турецкой войны 1828 г. крейсировал на корабле «Париж» с флотом у Анапы и Варны, причем участвовал под Варною в вырезке турецких судов и во время осады этой крепости находился в траншейных работах; затем, командуя сотнею матросов-охотников, первым ворвался в крепость и был ранен пулею в руку. За этот подвиг З. был награжден 16 января 1829 года орденом св. Георгия 4 класса (№ 4258 по списку Григоровича — Степанова) и получил 2000 руб. на излечение раны. За другие отличия ему были пожалованы: орден св. Владимира 4 ст. с бантом, золотое оружие с надписью: «за храбрость» и чин капитан-лейтенанта. ( «Общий морской список», ч. VII, стр. 114. – Карточный указатель В. И. Саитова.) Произведён в капитаны 2-го ранга (1846).
Впоследствии служил в министерстве иностранных дел. С 1851 по 1853 годы занимал должность генерального консула в Сицилии, а 28 июля 1853 года назначен был состоять при миссии в Неаполе. Умер 05.02.1861 ст.ст. [МКН: капитан первого ранга, состоявший при Императорской Российской Миссии в Неаполе ], похоронен в Неаполе 19.2.1861, участок Е, могилы 66 (старый) и 185 (новый), погребение 1-го класса совершил священник Михаил Орлов 9 [OR 64]. "Российский некрополь в Неаполе, Венеции и Сан-Ремо // Русско-итальянский архив 2 (под ред. А. Шишкина и Д. Риции). Салерно, 2002.(опубликовано на русском языке в Италии)

## Творчество
В свободное время писал стихи преимущественно элегические стихотворения, оригинальные и переводные, которые печатал в периодических изданиях с середины 1820-х годов: в «Новостях литературы» (1825—1826), «Невском альманахе» (1825, 1826—1827), «Северных цветах» (1828—1829). Сотрудничал также в «Телескопе», «Сыне Отечества», «Маяке», «Литературной газете» и многих альманахах.
Краткий перечень дошедших до нас стихотворений Зайцевского:
- «Весна» («Полярная Звезда» 1825),
- «Абазия» (ib.),
- «Одесса» (Из письма Г-му) («Невский альманах» 1826),
- «Антологический отрывок» (ib.),
- «К С***» (При известии об отъезде его в Грузию) (ib.), «Черное море» (ib.),
- «Возвращение с моря» (ib.),
- «Весна» (ib.),
- «Вечер в Тавриде» (ib.),
- «Учан-су» («Северные цветы» 1828),
- «Б. Ф. P-ой» (ib., 1829),
- «К нераспустившейся розе» (В альбом ***) («Радуга» 1830. Перепечатано в «Венере» 1831, ч. II),
- «Денису Васильевичу Давыдову» («Литер. Газета» 1830, № 11),
- «Книга природы» («Литер. Газета» 1830, № 17),
- «Швейцария». Отрывок из письма к *** («Телескоп» 1832, ч. VIIІ, № 7),
- «Мне говорят: страшись оков любви опасных» («Весенние цветы» 1835),
- «Песня» (из собрания песен русского моряка), посвящается флотам Балтийскому и Черноморскому («Маяк» 1840, ч. III),
- «Полдень в Венеции» («Новоселье» 1845, ч. І)
- «В альбом Е. И. К-ой» («Нов. Лит.», кн. XI, апрель),
- «Любовное размышление» (ib.),
- «Возвращение с моря» (ib., кн. XI, май),
- «Элегия» (1824) (ib.) и
- «Элегия» (ib.),
- «Развалины Херсонеса»
- «Памяти Пушкина», 1837 (?) и др.

## Память
Поэт Д. В. Давыдов увековечил имя поэта — участника русско-турецкой войны 1828—1829 годов в написанном в 1828 году стихотворении «Зайцевскому, поэту-моряку»:
Счастливый Зайцевский, поэт и герой! 

Позволь хлебопашцу-гусару

Пожать тебе руку солдатской рукой

И в честь тебе высушить чару.

О, сколько ты славы готовишь России,

Дитя удалое свободной стихии!…